# 1982-es Formula–1 kanadai nagydíj
A Kanadai volt az 1982-es Formula–1 világbajnokság nyolcadik futama.

## Futam
| Helyezés | #  | Versenyző          | Csapat/Motor    | Körök | Idő/Kiesés oka      | Rajthely | Pontszám |
| -------- | -- | ------------------ | --------------- | ----- | ------------------- | -------- | -------- |
| 1        | 1  | Nelson Piquet      | Brabham-BMW     | 70    | 1:46:39,577         | 4        | 9        |
| 2        | 2  | Riccardo Patrese   | Brabham-Ford    | 70    | + 13,799            | 8        | 6        |
| 3        | 7  | John Watson        | McLaren-Ford    | 70    | + 1:01,836          | 6        | 4        |
| 4        | 11 | Elio de Angelis    | Lotus-Ford      | 69    | + 1 kör             | 10       | 3        |
| 5        | 29 | Marc Surer         | Arrows-Ford     | 69    | + 1 kör             | 16       | 2        |
| 6        | 22 | Andrea de Cesaris  | Alfa Romeo      | 68    | Kifogyott üzemanyag | 9        | 1        |
| 7        | 5  | Derek Daly         | Williams-Ford   | 68    | Kifogyott üzemanyag | 13       |          |
| 8        | 30 | Mauro Baldi        | Arrows-Ford     | 68    | + 2 kör             | 17       |          |
| 9        | 28 | Didier Pironi      | Ferrari         | 67    | + 3 kör             | 1        |          |
| 10       | 25 | Eddie Cheever      | Ligier-Matra    | 66    | Kifogyott üzemanyag | 12       |          |
| 11       | 17 | Jochen Mass        | March-Ford      | 66    | + 4 kör             | 22       |          |
| HN       | 4  | Brian Henton       | Tyrrell-Ford    | 59    | Helyezés nélkül     | 26       |          |
| Kiesett  | 6  | Keke Rosberg       | Williams-Ford   | 52    | Váltó               | 7        |          |
| Kiesett  | 18 | Raul Boesel        | March-Ford      | 47    | Motorhiba           | 21       |          |
| Kiesett  | 3  | Michele Alboreto   | Tyrrell-Ford    | 41    | Motorhiba           | 15       |          |
| Kiesett  | 15 | Alain Prost        | Renault         | 30    | Motorhiba           | 3        |          |
| Kiesett  | 16 | René Arnoux        | Renault         | 28    | Kicsúszás           | 2        |          |
| Kiesett  | 10 | Eliseo Salazar     | ATS-Ford        | 20    | Motorhiba           | 24       |          |
| Kiesett  | 8  | Niki Lauda         | McLaren-Ford    | 17    | Kuplung             | 11       |          |
| Kiesett  | 26 | Jacques Laffite    | Ligier-Matra    | 8     | Üzemanyagrendszer   | 19       |          |
| Kiesett  | 14 | Roberto Guerrero   | Ensign-Ford     | 2     | Kuplung             | 20       |          |
| Kiesett  | 23 | Bruno Giacomelli   | Alfa Romeo      | 1     | Ütközés             | 5        |          |
| Kiesett  | 12 | Nigel Mansell      | Lotus-Ford      | 1     | Ütközés             | 14       |          |
| Kiesett  | 31 | Jean-Pierre Jarier | Osella-Ford     | 0     | Visszalépett        | 18       |          |
| Kiesett  | 32 | Riccardo Paletti   | Osella-Ford     | 0     | Végzetes baleset    | 23       |          |
| Kiesett  | 33 | Geoff Lees         | Theodore-Ford   | 0     | Ütközés             | 25       |          |
| NK       | 9  | Manfred Winkelhock | ATS-Ford        |       |                     |          |          |
| NK       | 19 | Emilio de Villota  | March-Ford      |       |                     |          |          |
| NK       | 20 | Chico Serra        | Fittipaldi-Ford |       |                     |          |          |

## A világbajnokság élmezőnyének állása a verseny után
| H  | Versenyzők       | Pont | H  | Konstruktőrök | Pont |
| -- | ---------------- | ---- | -- | ------------- | ---- |
| 1. | John Watson      | 30   | 1. | McLaren-Ford  | 42   |
| 2. | Didier Pironi    | 20   | 2. | Brabham-Ford  | 30   |
| 3. | Riccardo Patrese | 19   | 3. | Williams-Ford | 26   |
| 4. | Alain Prost      | 18   | 4. | Ferrari       | 23   |
| 5. | Keke Rosberg     | 17   | 5. | Renault       | 22   |
| 6. | Niki Lauda       | 12   | 6. | Lotus-Ford    | 17   |

## Statisztikák
Vezető helyen:
- Didier Pironi: 1 (1)
- René Arnoux: 7 (2-8)
- Nelson Piquet: 62 (9-70)

Nelson Piquet 7. győzelme, Didier Pironi 3. pole-pozíciója, 5. leggyorsabb köre.
- Brabham 28. győzelme.